# Léandre Dion
Pour les articles homonymes, voir Dion.
Léandre Dion (né le 13 juillet 1937 à Sainte-Apolline-de-Patton et mort le 30 octobre 2022à Saint-Hyacinthe), est un apiculteur et un homme politique québécois. Il a représenté la circonscription de Saint-Hyacinthe à l'Assemblée nationale du Québec entre 1994 à 2007 sous la bannière du Parti québécois.

## Biographie
Léandre Dion a obtenu un baccalauréat ès arts de l'Université Laval en 1959, un certificat en théologie du Séminaire de Medellin, en Colombie en 1965 et un certificat en droit de l'Université de Montréal en 1989.
D'abord impliqué à titre de coopérant et de responsable de la pastorale au Pérou, M. Dion dirige ensuite le bureau régional du Service universitaire canadien outre-mer (SUCO) au début des années 1970. Il est le président fondateur de la Fédération des apiculteurs du Québec, qu'il a dirigé pendant cinq ans, de 1978 à 1983. Il a aussi été président fondateur du Comité des citoyens de Saint-Liboire en 1981. Il occupe plusieurs postes au sein du Parti québécois pendant 9 années jusqu'en 1992.
Sa carrière politique a commencé en 1982 lors de son élection au conseil municipal de Saint-Liboire. À partir de 1985 il est commissaire pour la Commission de protection du territoire agricole du Québec, il est à ce poste pendant 6 ans. En 1994 il est élu  député de Saint-Hyacinthe à l'Assemblée nationale du Québec. Il est réélu aux élections générales de 1998 et de 2003, mais subit la défaite en 2007.
Il se voit aussi accorder les responsabilités d'adjoint parlementaire de la ministre de la Culture et des Communications de 1999 à 2001 et ensuite au ministre de l'Agriculture, des Pêcheries et de l'alimentation jusqu'en 2003. Il a aussi siégé au Commission de l'agriculture, des pêcheries et de l'alimentation comme président en 2002-2003.
Il prend sa retraite après sa défaite l'élection de 2007.
Léandre Dion est mort le 30 octobre 2022 à l'âge de 85 ans,.

## Résultats électoraux
|                                                                                               | Nom                    | Parti               | Nombre de voix | %      | Maj.  |
| --------------------------------------------------------------------------------------------- | ---------------------- | ------------------- | -------------- | ------ | ----- |
|                                                                                               | Claude L'Écuyer        | Action démocratique | 13 233         | 35,7 % | 1 318 |
|                                                                                               | Léandre Dion (sortant) | Parti québécois     | 11 915         | 32,2 % | -     |
|                                                                                               | Claude Corbeil         | Libéral             | 9 584          | 25,9 % | -     |
|                                                                                               | Catherine Desrochers   | Vert                | 1 267          | 3,4 %  | -     |
|                                                                                               | Richard Gingras        | Québec solidaire    | 1 034          | 2,8 %  | -     |
| Total                                                                                         | Total                  | Total               | 37 033         | 100 %  |       |
| Le taux de participation lors de l'élection était de 76,4 % et 471 bulletins ont été rejetés. |                        |                     |                |        |       |

|                                                                                               | Nom                    | Parti               | Nombre de voix | %      | Maj. |
| --------------------------------------------------------------------------------------------- | ---------------------- | ------------------- | -------------- | ------ | ---- |
|                                                                                               | Léandre Dion (sortant) | Parti québécois     | 13 870         | 39,3 % | 733  |
|                                                                                               | Pierre Solis           | Libéral             | 13 137         | 37,3 % | -    |
|                                                                                               | Bernard Barré          | Action démocratique | 7 855          | 22,3 % | -    |
|                                                                                               | François Choquette     | UFP                 | 401            | 1,1 %  | -    |
| Total                                                                                         | Total                  | Total               | 35 263         | 100 %  |      |
| Le taux de participation lors de l'élection était de 74,7 % et 699 bulletins ont été rejetés. |                        |                     |                |        |      |

|                                                                                               | Nom                    | Parti                 | Nombre de voix | %      | Maj.  |
| --------------------------------------------------------------------------------------------- | ---------------------- | --------------------- | -------------- | ------ | ----- |
|                                                                                               | Léandre Dion (sortant) | Parti québécois       | 18 555         | 49,6 % | 5 107 |
|                                                                                               | Jean-François Milette  | Libéral               | 13 448         | 35,9 % | -     |
|                                                                                               | Maxime Gauthier        | Action démocratique   | 5 112          | 13,7 % | -     |
|                                                                                               | Jacques Bousquet       | Démocratie socialiste | 295            | 0,8 %  | -     |
| Total                                                                                         | Total                  | Total                 | 37 410         | 100 %  |       |
| Le taux de participation lors de l'élection était de 81,7 % et 586 bulletins ont été rejetés. |                        |                       |                |        |       |

|                                                                                                 | Nom              | Parti               | Nombre de voix | %      | Maj.  |
| ----------------------------------------------------------------------------------------------- | ---------------- | ------------------- | -------------- | ------ | ----- |
|                                                                                                 | Léandre Dion     | Parti québécois     | 15 988         | 44,9 % | 1 092 |
|                                                                                                 | Gabriel Michaud  | Libéral             | 14 896         | 41,9 % | -     |
|                                                                                                 | Jacques Bousquet | Action démocratique | 3 398          | 9,6 %  | -     |
|                                                                                                 | Martin Imbleau   | NPD Québec          | 1 292          | 3,6 %  | -     |
| Total                                                                                           | Total            | Total               | 35 574         | 100 %  |       |
| Le taux de participation lors de l'élection était de 82,5 % et 1 059 bulletins ont été rejetés. |                  |                     |                |        |       |